# Galerina minima
Galerina minima är en svampart som tillhör divisionen basidiesvampar, och som först beskrevs av Peck, och fick sitt nu gällande namn av Alexander Hanchett Smith och Rolf Singer. Galerina minima ingår i släktet Galerina, och familjen buktryfflar. Arten har ej påträffats i Sverige.